# Débora Lyra
Débora Moura Lyra Gava (Vitória, 26 de setembro de 1989) é uma modelo, influenciadora e apresentadora, eleita Miss Brasil 2010. Nascida no estado do Espírito Santo, foi eleita pelo estado de Minas Gerais, estado em que passou parte da vida adulta.

## Biografia
Débora começou sua carreira como modelo aos 8 anos de idade e com 12 anos, participou e venceu seu primeiro concurso de beleza, o "Garota Acquamania", realizado pelo Parque aquático Acquamania em Guarapari, litoral do Espírito Santo.
Nasceu no Espírito Santo mas mudou-se para o município de Divinópolis em Minas Gerais aos 18 anos, a convite do coordenador do Miss Minas Gerais, José Alonso Dias. Conquistou títulos internacionais como Top Model of the World em 2008 e 2009 antes de ser a representante de Divinópolis no Miss Minas Gerais 2010, realizado em outubro de 2009, conseguindo o feito do bicampeonato para a cidade derrotando 28 concorrentes.  Débora foi eleita Miss Brasil 2010, conquistando a oitava coroa de Miss Brasil para o estado. Com a vitória, Débora representou o país no concurso Miss Universo 2010 que aconteceu no Mandalay Bay Resort and Casino em Las Vegas, Estados Unidos. Disputando com 83 candidatas de diversos países, a brasileira não conseguiu classificação entre as 15 semifinalistas do certame, que teve como vencedora a mexicana Ximena Navarrete.
Em 2014 Débora representou o Brasil no concurso Multiverse que aconteceu na Republica Dominicana tornando-se campeã daquela edição, trazendo assim mais um título de Miss para o Brasil e para o seu currículo.
Sua irmã, Nathalia Siqueira, é uma cantora de música gospel e vencedora do reality show Country Star.

## Vida pessoal
Em julho de 2011, participou do quadro "Maratoma dos artistas", do Domingão do Faustão, numa competição com outras artistas, e se sagrou a grande campeã do quadro, faturando um carro zero quilômetro.
Em dezembro de 2011 Débora Lyra envolveu-se num grave acidente automobilístico com outro veículo na estrada BR-101, no Espírito Santo, que atingiu sua coluna cervical, necessitando de uma cirurgia para fixação da coluna e outra para extração do baço, atingido na batida. A mãe de seu então namorado Hermon Souza Lopes, Maria Auxiliadora Miguel de Souza, morreu no acidente, que deixou mais quatro feridos. Apresentou o quadro "Dica da Miss" no noticiário local da TV Gazeta Vitória, filial capixaba da Globo.
Em 2014 ela participou da sétima temporada do reality show brasileiro A Fazenda, sendo a 8ª eliminada da atração, perdendo em votos para a ex-panicat Babi Rossi. Na última semana aconteceu uma votação envolvendo todos os eliminados, na qual o público decidiu, com 37,83%, que entre os eliminados (MC Brunninha, Cristina Mortágua, Débora e Robson Caetano), Débora Lyra merecia ganhar um carro.
Em 2015, Débora Lyra resolve ir morar no Rio de Janeiro e concluiu um curso em que tinha a apresentadora global Fernanda Gentil como professora.
Em 2016 começou seu relacionamento com o cantor Gabriel Gava, vindo a casar-se em 2019 no civil e em 2021 no religioso. Juntos, possuem um podcast chamado LoveCast, no qual entrevistam casais e especialistas no assunto relacionamento, amor e sexo. Em 10 de dezembro de 2023, nasceu o primeiro filho do casal, Ravi.
Atualmente, Débora Lyra apresenta o programa A Hora da Venenosa da RecordTV Goiás, dá palestras ao redor do Brasil e compartilha muito sobre sua rotina e assuntos relevantes em suas redes sociais. 